# Johann Joachim Kändler

Bergsmän. Hallwylska museet, Stockholm.

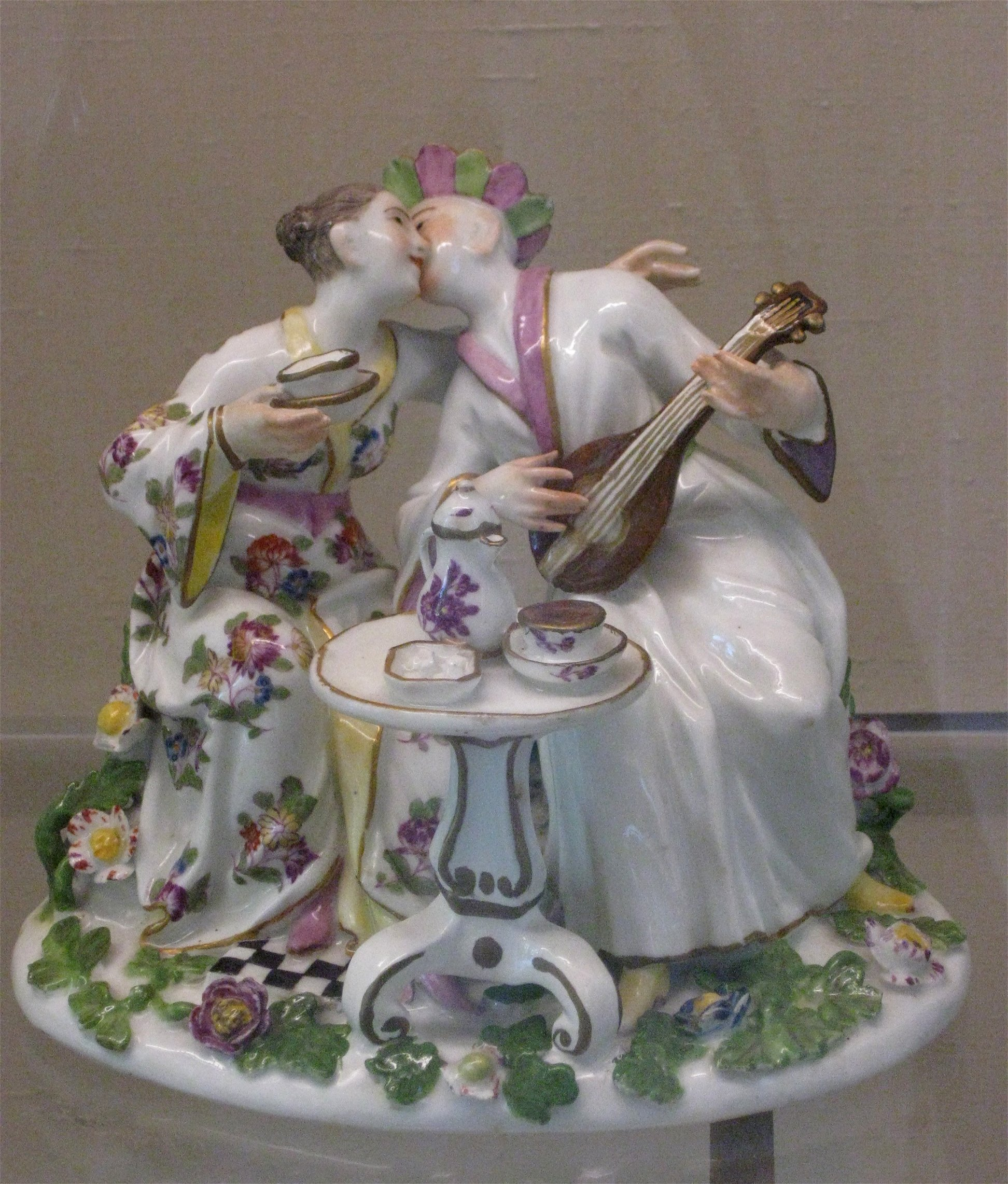
Indianisches Liebespaar am Kaffetisch, cirka 1745.

Johann Joachim Kändler, född 15 juni 1706, död 18 maj 1775 i Meissen, var en tysk keramiker.

## Biografi
Kändler blev 1730 hovbildhuggare i Dresden. År 1731 anställdes han vid Meissenfabriken tillsammans med G. Kirchner och blev 1740 ledare för den plastiska avdelningen. Han skapade bland annat en rad praktfulla lyxserviser med en rik dekor av modellerade och målade detaljer samt unika föremål i jätteformat, som visade porslinets alla möjligheter. Kändlers mest kända verk är dock en rad av figurgrupper, ofta kärlekspar, där hans konstnärskap tog sig sina mest subtila uttryck. Kändler är representerad vid bland annat  Nationalmuseum, och Hallwylska museet.

## Övrigt
Asteroiden 5195 Kaendler är uppkallad efter honom.